# Umorstva u Ulici Morgue
"Umorstva u Ulici Morgue" je kratka horor priča Edgara Allana Poea napisana 1841. U djelu se spominje birljantni Auguste Dupin i to se smatra jednom od prvih kriminalističkih priča. "Umorstva u Ulici Morgue" je jedan sigurni slučaj zaključane prostorije. Prvi put je izdan u Graham's Magazineu u travnju 1841.

## Radnja
U djelu Auguste Dupin rješava slučejeve umorstava, bizarnih umorstava u pariškoj ulici Rui Morgue. Dupin otkriva da ubojica nije čovjek već divlji "Ourang-Outang" (orangutan) i briljantno navlači vlasnika i iznuđuje njegovo priznanje.